# Kanibród (gromada)
Kanibród – dawna gromada, czyli najmniejsza jednostka podziału terytorialnego Polskiej Rzeczypospolitej Ludowej w latach 1954–1972.
Gromady, z gromadzkimi radami narodowymi (GRN) jako organami władzy najniższego stopnia na wsi, funkcjonowały od reformy reorganizującej administrację wiejską przeprowadzonej jesienią 1954 do momentu ich zniesienia z dniem 1 stycznia 1973, tym samym wypierając organizację gminną w latach 1954–1972.
Gromadę Kanibród z siedzibą GRN w Kanibrodzie utworzono – jako jedną z 8759 gromad na obszarze Polski – w powiecie włocławskim w woj. bydgoskim, na mocy uchwały nr 24/17 WRN w Bydgoszczy z dnia 5 października 1954. W skład jednostki weszły obszary dotychczasowych gromad Beszyn, Dziankowo, Dziankówek, Kanibród, Świerna, Siemiany, Wąwał, Władysławowo i Wola Dziankowska, ponadto miejscowość Kociaki z dotychczasowej gromady Gagowy oraz wieś Janowo z dotychczasowej gromady Wola Olszowa Parcele, ze zniesionej gminy Lubień w powiecie włocławskim w woj. bydgoskim, a także obszar dotychczasowej gromady Antoniewo ze zniesionej gminy Rataje w powiecie gostynińskim w woj. warszawskim. Dla gromady ustalono 23 członków gromadzkiej rady narodowej.
31 grudnia 1961 do gromady Kanibród włączono wsie Szewo Wielkie i Szewo Małe oraz miejscowości Grabina, Szewskie Budy, Szewskie Rumunki i Myszki ze zniesionej gromady Kurowo w tymże powiecie.
Gromadę zniesiono 1 stycznia 1969, a jej obszar włączono do gromad Lubień Kuj. (sołectwa Antoniewo, Beszyn, Dziankowo, Dziankówek, Kanibród, Świerna, Wąwał i Wola Dziankowska) i Kłóbka (sołectwo Szewo-Grabina) w tymże powiecie.